# Gunnar Fagerström
Sture Gunnar Fagerström, född 19 mars 1944 i Stockholm, död 27 april 2012 i Nacka, var en svensk journalist och PR-konsult.
Fagerström var anställd på TT 1967–1969 och på SR/Ekot 1969–1977. Han var en på 1970-talet ofta hörd radioröst som inrikesreporter. Han gjorde bland annat intervjuer med Clark Olofsson och gisslan under Norrmalmstorgsdramat.
Han arbetade på SVT/Rapport 1977–1988. Han gjorde bland annat intervjuer från valrörelser och valvakor. Han var även verksam som PR-konsult, först vid Indevo och från 1990 vid Gullers Grupp.
Fagerström avled i april 2012 i Parkinsons sjukdom. Han är begravd på Nacka norra kyrkogård.